# Рибник (Болгария)
Рибник (болг. Рибник) — село в Благоевградской области Болгарии. Входит в состав общины Петрич. Находится примерно в 11 км к северу от центра города Петрич и примерно в 61 км к югу от центра города Благоевград. По данным переписи населения 2011 года, в селе  проживало 174 человека, преобладающая национальность — болгары.

## Население
| Год     | 1965 | 1975 | 1985 | 1992 | 2001 | 2011 |
| ------- | ---- | ---- | ---- | ---- | ---- | ---- |
| Жителей | 264  | 289  | 269  | 253  | 210  | 174  |

|  |